# والنتین هال
 والنتین هال (انگلیسی: Valentine Hall؛ زاده ۱۲ نوامبر ۱۸۶۷ - درگذشته ۲۶ اکتبر ۱۹۳۴) یک تنیس‌باز اهل ایالات متحده آمریکا بود.